# NGC 7483
NGC 7483 је спирална галаксија у сазвежђу Рибе која се налази на NGC листи објеката дубоког неба.
Деклинација објекта је + 3° 32' 43" а ректасцензија 23h 5m 48,2s. Привидна величина (магнитуда) објекта NGC 7483 износи 13,1 а фотографска магнитуда 14,0. NGC 7483 је још познат и под ознакама UGC 12353, MCG 0-58-30, CGCG 379-32, IRAS 23032+0316, PGC 70455.